# Мякинино (Ступинский район)
Мякинино — деревня в Ступинском районе Московской области в составе Леонтьевского сельского поселения (до 2006 года входила в Алфимовский сельский округ). В деревне на 2015 год 4 улицы.

## Население
| 2002 | 2006 | 2010 |
| ---- | ---- | ---- |
| 59   | ↘54  | ↘39  |

Мякинино расположено на востоке района, у границы с Коломенским, в междуречье рек Осёнка и Городенки, высота центра деревни над уровнем моря — 183 м. Ближайшие населённые пункты: Ивантеево — менее километра на север, Орехово в 1,2 км западнее, Коледино — примерно в 1,2 км на юг и Мякинино Коломенского района — около 1,5 км на восток. На восточной окраине деревни находится пассажирская платформа Мякинино Большого кольца Московской железной дороги.